# The Dark Eye: Chains of Satinav
The Dark Eye: Chains of Satinav è un videogioco per Microsoft Windows e realizzato dalla Daedalic Entertainment nel 2012, pubblicato dalla Deep Silver e distribuito dalla Koch Media. Si tratta di una avventura grafica punta e clicca ambientata nell'immaginario mondo di Aventuria, in cui il giocatore controlla il personaggio di Geron, un giovane che ha subito la maledizione di uno stregone.